# راندي مندوزا
راندي مندوزا (بالإنجليزية: Randy Mendoza)‏ هو لاعب كرة قدم أمريكي في مركز الدفاع، ولد في 21 مارس 1996 في سانتا باولا في الولايات المتحدة. لعب مع Ventura County Fusion ‏.